# August Bensen
August Bensen (* 31. Mai 1825 in Hannover; † 9. Januar 1907 ebenda) war ein deutscher Bahnbeamter.

## Leben
August Bensen begann 1845 seine Laufbahn als Bahnbeamter in hannoverschen Diensten. Nach der Annexion des Königreichs Hannover durch Preußen im Jahre 1866 trat er in den preußischen Staatsdienst und wurde von der preußischen Regierung zum Eisenbahndirektor in Saarbrücken berufen. Im Deutsch-Französischen Krieg war er in der Truppenbeförderung tätig. Danach wurde er Vorsitzender des Königlichen Eisenbahnkommissariats in Berlin. Hier wurde er zum Geheimen Regierungsrat und später zum Geheimen Oberregierungsrat ernannt. Das Eisenbahnkommissariat war in Preußen bis zum 31. März 1895 die dem Minister für öffentliche Arbeiten unterstellte Aufsichtsbehörde für alle Privatbahnen. Nach seinen fünfzigjährigen Dienstjubiläum im Februar 1895 trat er in den Ruhestand. Für seine Verdienste um die staatliche Bahnaufsicht der Privatbahnen wurde August Bensen u. a. 1890 mit dem Komturkreuz I. Klasse des Herzoglich Sachsen-Ernestinischen Hausordens und dem Roten Adlerorden II. Klasse mit Eichenlaub sowie im Jahr darauf mit dem Ehrenkomturkreuz des Oldenburgischen Haus- und Verdienstordens des Herzogs Peter Friedrich Ludwig und 1895 mit dem Kommandeurkreuz I. Klasse des Ordens Heinrichs des Löwen ausgezeichnet.
Er war Mitglied des Corps Slesvico-Holsatia sowie der Berliner Freimaurerloge Zu den drei Seraphim.